# Кмітливець
«Кмітливець» (англ. Man with a Plan) — американський телевізійний серіал (ситком), створений кіностудіями Double Double Bonus Entertainment, 3 Arts Entertainment на замовлення CBS Television Studios. Автори ідеї — Джекі та Джеф Фліґо. Перша серія вийшла на телеекрани 24 жовтня 2016 року.

## Сюжет
Проживши все життя в роз'їздах і робочих відрядженнях, Адам Борнс повинен перейти на новий розклад життя, позаяк його дружина Мері, втомившись бути домогосподаркою та вихователькою трьох дітей, повертається на роботу. Тепер Адам займає її місце. Він вважає, що має план, як зі всім впоратись, однак уже в перший день нового життя герой розуміє, що троє дітей — це справжнє нічне жахіття, що він нітрохи не розуміється у вихованні, і що його діточки зовсім не пальцем роблені, як вважалось йому ще вчора.

## У ролях
- Метт Леблан у ролі Адам Борнса[4]
- Ліза Снайдер[en] у ролі Енді Борнс[4]
- Джесіка Чаффін[en] у ролі Мері[4]
- Метт Кук у ролі Ловела[4]
- Ґрейс Кауфман у ролі Кеті Борнс[4]
- Гала Фінлі у ролі Емми Борнс[4]
- Метью МакКен у ролі Тедді Борнса[4]
- Т. Ж. ДеКарло в ролі Томаса Борнса[4]

## Підбір акторів
13 травня 2016 повідомлялося, що Дженна Фішер, що мала зіграти Енді Борнс в серіалі, відмовилась від своєї ролі. 1 серпня стало відомо, що Ліза Снайдер замінить Дженну Фішер на цій ролі.